# Android
 For styresystemet til smartphones, se Android (flertydig). (Se også artikler, som begynder med Android)
Android er et Linuxbaseret styresystem til PDA'er, mobiltelefoner og tavlecomputere. Det udvikles af Open Handset Alliance der ledes af Google. Android er det mest brugte mobile styresystem i verden i tredje kvartal 2014 og anvendes også til smarture og andre wearables.
Google opkøbte i 2005 selskabet Android Inc. som oprindeligt havde udviklet Android. Fra november 2007 blev Android en åben platform, og der blev samtidig dannet gruppen Open Handset Alliance, som består af 80 hardware-, software- og telekommunikationsfirmaer, der er gået sammen for at udvikle åbne standarder inden for f.eks. mobiltelefoner. Hele alliancen arbejder sammen for at forbedre og udvikle The Android Open Source Projekt (AOSP).
Android består af et mobil-operativsystem (OS) baseret på Linuxkernen med middleware og essentielle applikationer (apps).
Selve udviklingen af Android består af et kæmpe netværk af udviklere, som udvikler apps til Android-enheder. På nuværende tidspunkt er der mere end 1,000,000 apps i Google Play, og antallet af apps er i kraftig vækst.
Android blev i 2010 kåret som den bedst sælgende smartphone-platform i verden af Canalys, hvor HTC er det firma, der har solgt flest telefoner med Android.

## Versioner
Android er blevet udviklet/opdateret i en række versioner siden den første version så dagens lys. De nye versioner tilføjer oftest nye funktioner og retter bugs fra den foregående version.
Generelt er alle nyere versioner (siden version 1.5) blevet opkaldt efter en dessert. Kodenavnene kommer i alfabetisk rækkefølge (Cupcake, Donut, Eclair, Froyo, Gingerbread, Honeycomb og Ice Cream Sandwich). Herunder de nyeste versioner og hvilke ændringer der er sket i dem:
- 2.0 Eclair inkluderede en ny webbrowser med ny brugerflade, som understøtter HTML5. Udover det kom der en forbedret kamera-app med digital zoom, flash, farveeffekter m.m.

- 2.1 Eclair kom med forbedret understøttelse for stemmekontrol i hele styresystemet. Bedre udseende med 5 hjemmeskærme frem for de sædvanlige 3, animerede baggrunde og hurtigere adgang til menuen. Til sidst tilføjedes en ny vejr-app og flere funktioner i email-app'en samt telefonbogs-app'en.

- 2.2 Froyo inkluderede understøttelse af Adobe Flash samt generelle forbedringer af hastigheden i styresystemet, således at programmer vises/åbnes hurtigere.

- 2.3 Gingerbread (Honningkage) forbedrede udseendet med mange nye tiltag. Et helt nyt virtuelt keyboard blev tilføjet og muligheden for copy/paste (kopier/sæt ind) blev mulig.

- 3.0 Honeycomb  blev designet til at virke til tabletcomputere. Dette var nødvendigt, da de tidligere versioner blandt andet var udviklet til mobiltelefoners meget mindre skærme. Derfor kom der understøttelse for større skærme, flere kernet processor (CPU) og forbedret grafisk understøttelse.

- 3.2 Honeycomb  ingen større forandringer fra den tidligere version.

- 3.3 Honeycomb  understøtter nu endnu flere forskellige skærmstørrelser. Kan også hente direkte mediefiler fra SD-kort og masser af forbedringer til udviklere.

- 4.0 Ice Cream Sandwich  udkom sammen med Googles telefon i samarbejde med Samsung (Galaxy Nexus) i november 2011 (8. december 2011 i Danmark). Dette var den første telefon med Android 4.0. Det er en kombination af Gingerbread og Honeycomb, således at den samme version af Android både virker til mobiltelefoner og tablets.

- 4.1 Jelly Bean  blev præsenteret d. 27. juni 2012 til Google I/O konference, og kom senere ud til brugerne d. 11 juli 2012. Denne version sætter fokus på brugerfladen, funktionalitet og især ydeevne, som kaldes "Project Butter". Denne opdatering er med til at gøre styresystemet mere flydende, så folk ikke oplever det såkaldte "lag". Version 4.2 og 4.3 blev også lanceret under navnet Jelly Bean og indeholdte mindre tilføjelser og rettelser.

- 4.4 KitKat  blev præsenteret d. 3. september 2013.

- 5.0 Lollipop  blev præsenteret d. 25. juni 2014.
- 6.0 Marshmallow blev præsenteret d. 5. oktober 2015.
- 7.0 Nougat blev præsenteret d. 1. juli 2016.
- 7.1 Nougat blev præsenteret d. 10. oktober 2016.
- 8.0 Oreo  blev udgivet d. 27. august 2017.
- 8.1 Oreo  blev udgivet i december 2017.
- 9.0 Pie  blev udgivet i august 2018.
- 10  blev udgivet i september 2019.
- 11  blev udgivet i september 2020.
- 12  blev udgivet i oktober 2021.
- 12L  blev udgivet i marts 2022.
- 13  blev udgivet i august 2022.
- 14  blev udgivet i oktober 2023.

## Rooting
Rooting er en proces, hvor man modificerer et operativsystem, så man får fuld kontrol over telefonen. Rooting giver mulighed for at køre processer uden om Androids framework og er normalt en forudsætning for at indlæse brugerdefineret software (ROMs). Disse kan øge batteri-, layout- og ydeevne samt give mulighed for opdatering af Android efter Android-fabrikanten har stoppet understøttelsen af enheden. Denne proces kan dog ødelægge telefonen. At 'roote' enheden er ikke altid godkendt af Android-fabrikanten og kan derfor ugyldiggøre ens garanti.